# Triennial Acts
Il Triennial Act 1640 (16 Cha. 1. c. 1), noto anche come Dissolution Act, fu un atto approvato il 15 febbraio 1641, dal Parlamento d'Inghilterra, durante il regno di re Carlo I. L'atto richiedeva che il Parlamento si riunisse per almeno una sessione di cinquanta giorni una volta ogni tre anni. Aveva lo scopo di impedire ai re di governare senza il Parlamento, come aveva fatto Carlo tra il 1629 e il 1640. Se il re non avesse convocato il Parlamento, l'atto richiedeva al Lord Cancelliere di emettere i mandati e, in mancanza di ciò, la Camera dei Lord poteva riunirsi ed emettere mandati per l'elezione della Camera dei Comuni. La clausola 11 era insolita perché affermava esplicitamente che questo disegno di legge avrebbe ricevuto l'assenso reale prima della fine della sessione parlamentare. A quel tempo, i disegni di legge non ottenevano di solito l'assenso reale fino alla fine della sessione. Pertanto, se non fosse stata presente la clausola 11, l'atto non sarebbe potuto entrare in vigore prima della successiva legislatura.
Nel 1664, fu abrogato dal Triennial Parliaments Act 1664 (16 Cha. 2. c. 1). Sebbene il nuovo atto mantenesse il requisito che un Parlamento fosse convocato almeno una volta ogni tre anni, non esisteva alcun meccanismo per far rispettare tale requisito. Pertanto, Carlo II fu in grado di governare per gli ultimi quattro anni del suo regno senza convocare un Parlamento.
In base al Triennial Act 1694, noto anche come Meeting of Parliament Act 1694 (6 & 7 Will. & Mar. c. 2), il Parlamento si riuniva annualmente e teneva elezioni generali una volta ogni tre anni. Il paese era ora in preda a una febbre elettorale costante (dieci elezioni in vent'anni) e le lealtà tra i parlamentari erano difficili da stabilire, il che aumentava lo spirito di parte e la rivalità in Parlamento. Questo stato di instabilità politica è spesso noto come "Rage of Party". Nel 1716, fu approvato il Septennial Act, in base al quale un Parlamento poteva rimanere in carica fino a sette anni. Questo atto inaugurò un periodo di maggiore stabilità nella politica britannica, con Parlamenti e governi di lunga durata tipici per gran parte del XVIII secolo.